# De menor
De menor (englischer Festivaltitel: Underage) ist eine brasilianische Fernsehserie für Jugendliche unter der Regie von Caru Alves de Souza aus dem Jahr 2025. Der Film feierte im Februar 2025 auf der Berlinale seine Weltpremiere in der Sektion Berlinale Generation 14plus.

## Handlung
Die fiktionale Fernsehserie beleuchtet Ungerechtigkeiten in der Behandlung marginalisierter Jugendlicher im brasilianischen Justizsystem. Sie fokussiert sich auf Anhörungen von Jugendlichen, die in Konflikten mit dem Rechtssystem stehen.
Sechs junge Menschen stellen dazu in den sechs Episoden auf einer Theaterbühne Geschichten in unterschiedlichen Genres dar, darunter Musical, Podcast, Spiel und Fernsehsendung.
Laut der Regisseurin Caru Alvez versucht die Serie, „eine Situation zu denaturalisieren, die extrem gewalttätig gegenüber unbegleiteten Jugendlichen ist“. Dafür wählte sie das nicht-realistische Setting einer Theaterbühne. Dort werden aber die gesellschaftlichen Strukturen, die maßgeblich für den Konflikt sind, nicht ausgeblendet. Trotz der Fiktionalität des Geschehens wird das Publikum durch Unterbrechungen im Erzählfluss immer wieder daran erinnert, dass hier eine reale Situation zugrunde liegt.
Als Inspiration diente der Spielfilm De Menor von Caru Alvez, der 2013 auf dem Festival do Rio den Preis für den besten Film gewann.

## Produktion

### Filmstab
Regie führte Caru Alves de Souza. Sie nahm bereits 2020 an der Berlinale teil, wo ihr Spielfilm Meu nome é Bagdá den Großen Preis der Internationalen Jury für den Besten Film in der Sektion 14plus gewann.
Das Drehbuch wurde in einem kreativen Prozess mit den Darstellenden entwickelt.
Vor der Kamera sind unter anderem Carlota Joaquina, Marina Medeiros und die Musikerin Shabazz zu sehen. Es spielen auch Rita Batata und Giovanni Gallo mit, die bereits im Spielfilm De menor Rollen hatten, dazu eine Reihe von sehr jungen Darstellenden.

### Produktion und Förderungen
Die Produktionsfirma des Films war Tangerina Entretenimento, ein Unternehmen, das von der Filmemacherin Tata Amaral geleitet wird.

### Dreharbeiten und Veröffentlichung
Der Film soll im Februar 2025 auf der Berlinale seine Weltpremiere in der Sektion Berlinale Generation 14plus feiern. Es sollen zwei der sechs Episoden gezeigt werden: In der einen geht es um eine Teenagerin, die einen Raubüberfall verübt, um Eindruck auf ihren Freund zu machen. Ihre Geschichte wird in der Serie in eine sensationelle Fernsehsendung verwandelt. In der anderen Episode ist ein angeblicher Drogendealer die Hauptperson. Sein Konflikt mit einem strengen Richter, der Zweifel über das gerechteste Urteil hat, wird als musikalischer Konflikt dargestellt.

## Auszeichnungen und Nominierungen
- 2025: Internationale Filmfestspiele Berlin